# Verzorgingsplaats Frankenwald

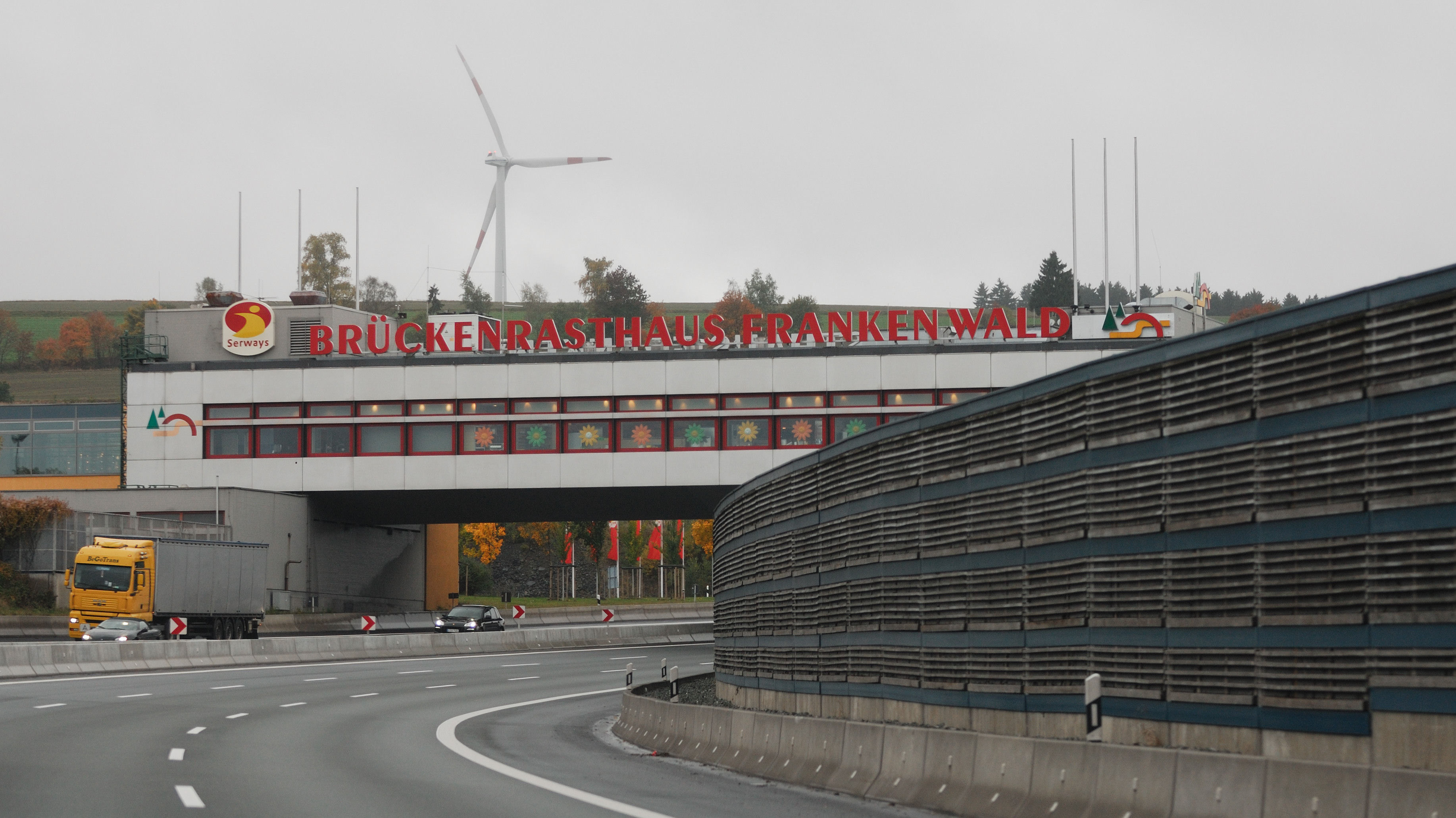
Brugrestaurant Frankenwald gezien uit het noorden

De Verzorgingsplaats Frankenwald is een verzorgingsplaats in Duitsland aan de A9 bij de afrit Rudolphstein (nr. 30). Het brugrestaurant Brückenrasthaus Frankenwald is het gastronomische deel van de verzorgingsplaats en de verbinding tussen de parkeerterreinen Frankenwald Ost en Frankenwald West. Het ligt ten noorden van Hof vlak ten zuiden van de grens tussen de deelstaten Thüringen en Bayern boven de Saale. Het is genoemd naar de streek waarin het ligt, het Frankenwald.
De verzorgingsplaats Frankenwald is een van de twee verzorgingsplaatsen aan de Duitse Autobahnen die beschikt over een brugrestaurant. In 1967 werd het, als eerste brugrestaurant in Duitsland, in gebruik genomen, daarna is in Duitsland alleen nog bij de verzorgingsplaats Dammer Berge een vergelijkbaar restaurant over de Autobahn gebouwd. In 1967 bood het brugrestaurant uitzicht op de toenmalige Duits-Duitse grens tussen Thüringen in de DDR en Bayern in West-Duitsland, en lagen de grensdoorlaatpost en het douaneterrein naast het brugrestaurant. Het brugrestaurant Frankenwald hoort economisch tot de gemeente Berg en wordt door Albert & Michael Vogler GmbH geëxploiteerd. Het is een zelfbedieningsrestaurant met 250 zitplaatsen, waarvan 20 op het terras.

## Weblinks
- Das Restaurant beim Varta-Führer[dode link]
- Daten bei Tank und Rast